# Миростроительство

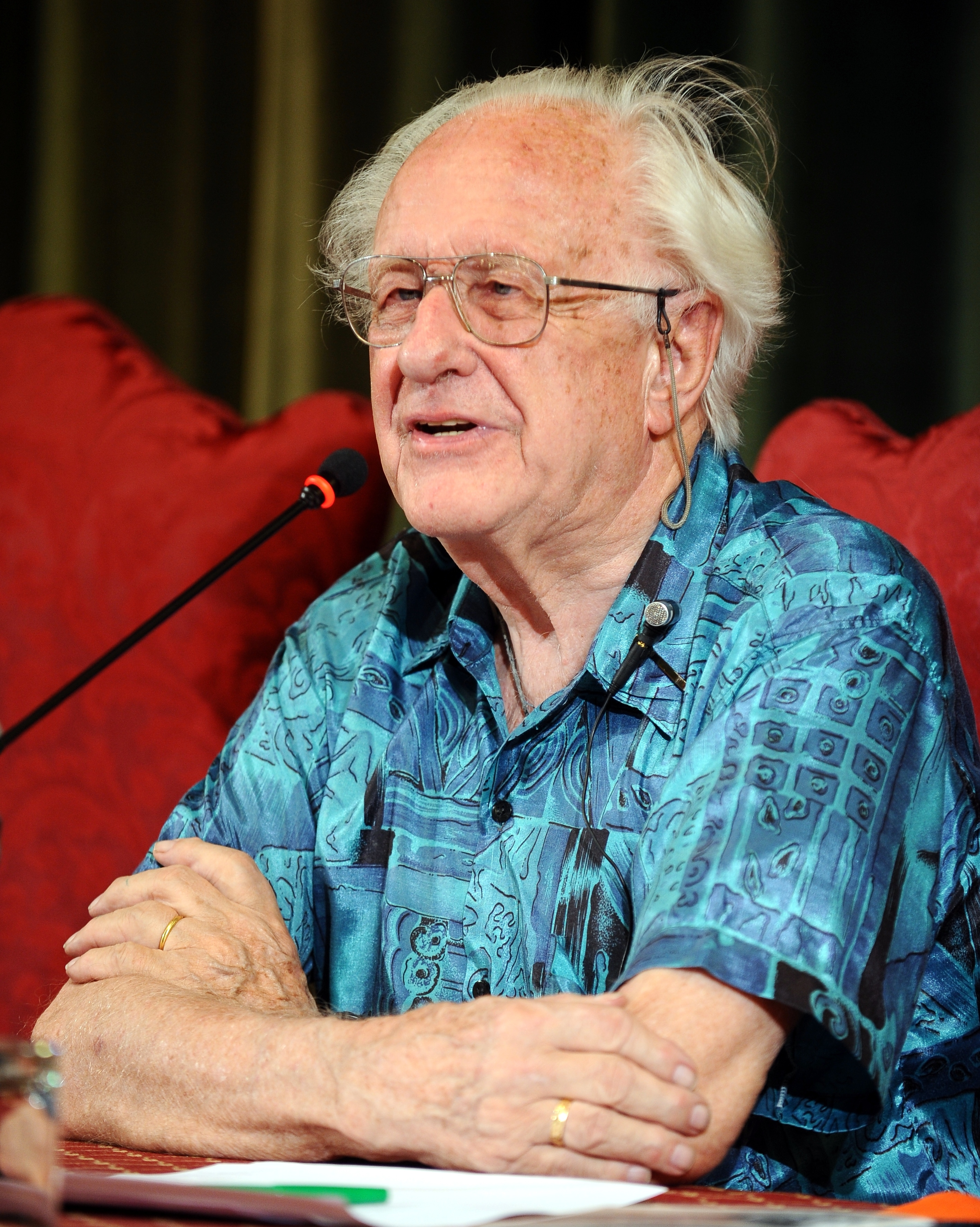
Йохан Галтунг (1930—2024), автор термина «миростроительство».

 Мирострои́тельство  — деятельность, осуществляемая по окончании внутреннего или международного конфликта для восстановления основ мира. Включает поддержку действий и институтов, содействующих укреплению мира, заключение соглашений и организацию взаимодействия между бывшими врагами, проведение или контроль над проведением выборов, восстановление гражданской инфраструктуры и экономическое восстановление.

## История понятия
Понятие «миростроительство» или «постконфликтное миростроительство» как категория впервые появилась в работах норвежского исследователя проблем поддержания мира Й. Галтунга. В 1976 г. Й. Галтунг, изучая пути преодоления насилия в конфликтных или постконфликтных ситуациях, обозначил три основных предназначенных для этого инструмента: поддержание мира, установление мира и миростроительство. В дальнейшем понятие проникло в официальные политико-дипломатические документы ООН. В частности, наиболее полно оно было сформулировано в «Повестке дня для мира» 1992 г. Генерального секретаря ООН Б. Бутроса-Гали.
В этом программном документе впервые проводилось различие между «превентивной дипломатией», необходимой для предотвращения начала конфликта, «установлением мира», когда конфликт уже идет и его необходимо прекратить, «поддержания мира», предназначенного для разъединения воюющих сторон и предотвращения возобновления насилия в кратко-срочной и средне-срочной перспективе, и «миростроительства». Последнее определялось как «концепция действий по выявлению и поддержке структур, которые будут склонны содействовать укреплению и упрочению мира в целях предотвращения рецидива конфликта».
Смысл, вкладываемый в данное понятие, неоднократно менялся. Изначально под миростроительством понимался комплекс мер по демобилизации, реинтеграции комбатантов и осуществлению демократического транзита, после завершения которого неизбежно возникающие конфликты могли бы решаться не военным, а политическим путем. К концу 1990-х гг. программа миростроительства была существенно расширена и операционализирована.

## Основные цели и задачи миростроительства
Основными целями постконфликтного миростроительства являются 1) предотвращение возобновления открытого насилия и поддержание негативного мира, при котором насилие удалось прекратить, но глубинные и структурные причины конфликта остаются не устранены, а также 2) создание условий для установления позитивного или устойчивого мира путем содействия примирению сторон конфликта и устранения его коренных причин.
Для достижения этих целей процесс миростроительства предполагает решения множества политических и технических задач, включающих:
— генерацию общественной поддержки для мирного соглашения
— разоружение, демобилизацию и реинтеграцию комбатантов
— реформу сектора безопасности, полиции и системы правосудия
— помощь беженцам и внутренне перемещённым лицам
— экономическое восстановление
— достижение социального примирения между социальными, этническими или религиозными группами
— проведение эффективных политических реформ, призванных обеспечить равное политическое представительство различных социально-политических групп.

### Постконфликтное восстановление
В рамках деятельности по восстановлению происходит реконструкция экономических, политических и социальных структур, необходимых для создания справедливого и менее конфликтного общества. Экономический аспект данного процесса предполагает восстановление разрушенной материальной инфраструктуры, удаление мин, принятие мер по обеспечению равного доступа к земельным ресурсам, предоставление экономических возможностей маргинализованным социальным слоям или группам. С политической точки зрения необходимо восстановление или создание институтов политической власти и гражданского общества, оздоровление судебной системы, установление верховенства закона и проведение справедливых, равных и открытых выборов. Важной мерой является проведение конституционной реформы и, в случае необходимости, введение нового административно-территориального деления.

## Общественное примирение
Другим важнейшим компонентом консолидации устойчивого мира являются примирение и социально-психологическая реабилитация враждующих этнических групп. Ключевым аспектом общественного примирения выступает проведение мер по решению проблемы справедливости и ответственности путем создания специальных комиссий правды и примирения, дарования амнистий, проведения судебных процессов над виновными и выплаты компенсаций пострадавшим. Важной частью процесса примирения выступает восстановление ткани социальных отношений и межличностного доверия через осознание общей вины за произошедшее и формирование общего желания двигаться от прошлого к будущему.

## Критика миростроительства
Главным направлением критики миростроительства является то, что миростроительство как парадигма зиждется на либеральных ценностях. Ставя своей целью создание «либерального мира», основанного на демократии, рыночной экономике и иных элементах «современной государственности», существующая концепция миростроительства отвечает интересам стран глобального Севера и Западных стран, в частности. В свете такого подхода миростроительство предстает инструментом господства и проявлением неоколониализма.